# Elijah Burke
Elijah Samuel Burke (Jacksonville (Florida), 24 mei 1978) is een Amerikaans professioneel worstelaar die vooral bekend is van zijn tijd bij World Wrestling Entertainment, van 2004 tot 2008, en Total Nonstop Action Wrestling als "The Pope" D'Angelo Dinero, van 2009 tot 2013.

## In het worstelen
- Finishers
  - Als Elijah Burke
    - Elijah Express
    - Elijah Experience
    - Scissored armbar
    - STO

  - Als D'Angelo Dinero
    - DDE – D'Angelo Dinero Express
    - Double knee facebreaker

- Signature moves
  - 4-Up
  - Coronation
  - Flying forearm smash
  - German suplex
  - Lifting sitout spinebuster
  - Outer Limitz Elbow
  - Pimp Slap

- Bijnamen
  - "The Silver Tongued Pugilist"
  - "The Paragon of Virtue"
  - "The Black Pope"
  - "The Guiding Light"
  - "Your Host of Hosts"
  - "The Pope"

- Opkomstnummers
  - "Don't Waste My Time" van Jim Johnston (WWE; 2007-2008)
  - "Catholi-Funk" van Dale Oliver (TNA; 2009-2012)

## Prestaties
- Combat Wrestling Revolution
  - CRW Tag Team Championship (1 keer: met Jeremy Prophet)

- Ohio Valley Wrestling
  - OVW Heavyweight Championship (1 keer)

- Pro Wrestling Illustrated
  - PWI Most Improved Wrestler of the Year (2010)

- Total Nonstop Action Wrestling
  - 8 Card Stud Tournament (2010)